# Disney XD (Canada)
Pour les articles homonymes, voir Disney XD.
Disney XD est une chaîne de télévision canadienne en langue anglaise spécialisée numérique de catégorie B appartenant à Corus Entertainment. Comme avec ses homologues aux États-Unis et ailleurs, Disney XD est composé d'une programmation live-action et d'animation pour les enfants âgés de 6-14, visant en particulier les garçons.
Une chaîne du même nom a été lancée initialement par Astral Media le 1er juin 2011 puis vendue à DHX Media à la suite de l'acquisition d'Astral par Bell Media. En 2015, DHX Media abandonne ses droits sur la marque Disney et sa chaîne est rebaptisé Family CHRGD.
Le 10 juillet 2025, Corus annonce la fermeture de la chaîne pour le 1er septembre.

## Histoire

### Première version (2011-2015)
Le 1er juin 2011, Astral Media lance la chaîne sur son réseau. Le 22 décembre 2011, Astral annonce l'ajout de Disney Junior et Disney XD Canada sur le réseau de Cogeco.
Le 16 mars 2012, Bell Canada (BCE) annonce son intention de faire l'acquisition d'Astral Média, incluant Disney XD, pour 3,38 milliards de dollars. La transaction a été refusée par le CRTC. Bell Canada a alors déposé une nouvelle demande et annonce le 4 mars 2013 qu'elle se départ de ses chaînes Family, Disney Junior et Disney XD.
Le 3 juin 2013, Shaw Direct propose désormais Disney XD et Disney Junior en français au Canada.
Le 27 juin 2013, le CRTC a approuvé la demande d'acquisition d'Astral par Bell. Family, Disney XD et Disney Junior dans les deux langues, sont placées dans une fiducie dans l'attente d'un acheteur. Le 28 novembre 2013, DHX Media, basé à Halifax, se porte acquéreur des quatre chaînes sous approbation du CRTC.
Le 16 avril 2015, Corus Entertainment annonce avoir acquis les droits canadiens de la marque Disney. En plus de lancer une version de Disney Channel (en remplacement de Télétoon Rétro), des chaînes d'accompagnement y seront ajoutées. 
DHX Media annonce donc que Disney XD sera renommée en Family CHRGD en novembre 2015.
Le 9 octobre 2015, la chaîne Disney XD de DHX Media est devenue Family CHRGD.

### Version de Corus (2015-2025)
Disney Channel diffusa un bloc de programmation Disney XD jusqu'au 29 novembre 2015, avant le relancement de la chaîne. Le bloc revint ensuite à partir du 3 novembre 2016, à de multiples périodes.
Le 9 novembre 2015, Corus Entertainment annonce le lancement de Disney XD et Disney Junior au Canada le 1er décembre 2015,.
Un bloc Disney XD Zone est ajouté en français sur La Chaîne Disney à partir du 27 juin 2016. Il disparaît en 2019, ses quelques séries encore en diffusion étant intégrées à La chaîne Disney.
Le 10 juillet 2025, Corus Entertainment a annoncé qu'en raison de la pression financière existante au sein de l'entreprise, elle fermerait La Chaîne Disney, Nickelodeon, Disney XD, Disney Jr. et ABC Spark à minuit le 1er septembre. Malgré la fermeture, Corus a confirmé qu'elle continuerait à diffuser le contenu de Nickelodeon et Disney sur ses autres réseaux.